# Лютово (Благоевградская область)
Лютово (болг. Лютово) — село в Благоевградской области Болгарии. Входит в состав общины Белица. Находится примерно в 6 км к востоку от центра города Белица и примерно в 45 км к востоку от центра города Благоевград. По данным переписи населения 2011 года, в селе  проживало 218 человек.

## Население
| Год     | 1956 | 1965 | 1975 | 1985 | 1992 | 2001 | 2011 |
| ------- | ---- | ---- | ---- | ---- | ---- | ---- | ---- |
| Жителей | 162  | 203  | 210  | 263  | 245  | 234  | 218  |

| Национальность  | Человек | Процент |
| --------------- | ------- | ------- |
| болгары         | 31      | 21,83%  |
| турки           | 26      | 18,31%  |
| не определились | 84      | 59,15%  |
| Всего ответов   | 142     |         |

|  |